# 道の駅おんねゆ温泉
道の駅おんねゆ温泉（みちのえき おんねゆおんせん）は、北海道北見市留辺蘂町にある国道39号の道の駅である。

## 歴史
- 1994年（平成06年）：クリーンプラザ・おんねゆ完成[1]。
- 1995年（平成07年）：道の駅おんねゆ温泉として道の駅登録[1]。
- 1996年（平成08年）：からくりハト時計「果夢林」完成[1]。
- 1998年（平成10年）：果夢林の館オープン[1]。
- 2012年（平成24年）：山の水族館移転オープン[2]。

## 施設
からくり人形と世界最大級の鳩時計を組み合わせた高さ約20 mのシンボルタワー「果夢林（かむりん）」があるほか、2012年（平成24年）には道の駅内に山の水族館（北の大地の水族館）を移転した。
- 駐車場
  - 普通車：100台
  - 大型車：20台
  - 身障者用：2台
- 充電スタンド：1台
- トイレ（24時間利用可能）
  - 男：大 15器、小 12器
  - 女：15器
  - 身障者用：1器
- 公衆電話
- AED
- Wi-Fi
- クリーンプラザ・おんねゆ
- 果夢林の館
  - 果夢林ショップ
  - 果夢林ワールド
  - クラフト体験工房
- からくりハト時計塔「果夢林」
- 売店「からくり王国」
- 北の大地の水族館（山の水族館）

## アクセス
国道39号沿いにあり、温根湯温泉やおんねゆ温泉つつじ公園、北きつね牧場に近接している。
- 北海道北見バス「道の駅おんねゆ温泉」バス停下車